# Rialto Teatret
Nørrebro Teater: Frederiksbergscenen eller Rialto Teatret i Smallegade på Frederiksberg var oprindeligt en biograf, bygget i 1924 af Axel Maar, men blev også brugt som teaterscene, blandt andet under besættelsen. Navnet Rialto er en lokalitet i Venedig. Indtil 1959 lå her Møstings Hus, der nu er genopført længere nede af gaden. Det nuværende forretnings- og biografkompleks, der også har facader mod Falkoner Allé og Howitzvej, er opført 1960-64 ved Svenn Eske Kristensen og blev præmieret af Frederiksberg Kommune.
I 1981 ophørte biografdriften, og rummet blev indrettet til teaterbrug, efter tegninger af Scenografen Steffen Aarfing. Teatrets første leder var Ebbe Langberg, som ved sin død i 1989 blev afløst af Flemming Enevold. Siden var Anders Ahnfeldt-Rønne fra 1992 til 2007 leder. Under sin tilværelse var teatret præget af eksperimenter og fleksibilitet, såvel i sit repertoire som i udnyttelsen af scene- og publikumsrum.
I 2007 blev bygningen – trods Rialtoteatrets modstand – overtaget af Camp X Arkiveret 6. december 2008 hos  Wayback Machine (Teater X), som i sine første år får til huse i Rialtos og Aveny T's bygninger, men herefter skal etableres i et nyt hus. Dette skifte var en af de mere kontroversielle konsekvenser af Københavns Teaters store rokade mellem de københavnske scener.
Fra sæsonen 2008-09 overtog Nørrebro Teater driften af Rialto Teatret og omdøbte teatret til Nørrebro Teater: Frederiksbergscenen. Nørrebro Teater lukkede teatret i 2017, hvorefter The Old Irish Pub flyttede ind.